# Liszna (województwo lubelskie)
Liszna – wieś w Polsce położona w województwie lubelskim, w powiecie bialskim, w gminie Sławatycze. Przez wieś przebiega droga wojewódzka nr 816.
Wieś magnacka położona była w końcu XVIII wieku w powiecie brzeskolitewskim województwa brzeskolitewskiego. W latach 1975–1998 miejscowość administracyjnie należała do województwa bialskopodlaskiego. 
Wieś jest sołectwem w gminie Sławatycze. Według Narodowego Spisu Powszechnego z roku 2011 wieś liczyła 298 mieszkańców.
Wierni Kościoła rzymskokatolickiego należą do parafii Matki Bożej Różańcowej w Sławatyczach.